# Мундалама (підрозділ окружного секретаріату)
Підрозділ окружного секретаріату Мундалама — підрозділ окружного секретаріату округу Путталам, Північно-Західна провінція, Шрі-Ланка. Складається з 31 Грама Ніладхарі.